# Iridopelma hirsutum
Iridopelma hirsutum är en spindelart som beskrevs av Pocock 1901. Iridopelma hirsutum ingår i släktet Iridopelma och familjen fågelspindlar. Inga underarter finns listade i Catalogue of Life.